# Гандбол на літніх Олімпійських іграх 1976
Турнір з гандболу на Літніх Олімпійських іграх 1976 проводились серед чоловіків і серед жінок. Жіночі змагання з гандболу вперше були включені в програму Олімпійських ігор.
Змагання проходили серед 6 жіночих команд в період з 20 по 28 липня і серед 12 чоловічих команд з 18 по 30 липня 1976 року. 
Турнір також запам'ятався тим, що 26 липня ховатський націоналіст вибіг на поле під час матчу чоловічих збірних СФРЮ та Західної Німеччини і спалили прапор Югославії.

## Переможці
У складі жіночої команди СРСР з гандболу, що перемігла на Олімпійських іграх 11 з 14 гандболісток були з України. Головний тренер - Ігор Турчин.
В складі чоловічої збірної було 6 українських спортсменів. Головний тренер - Анатолій Євтушенко.
|          | Золото     | Срібло        | Бронза         |
| Жінки    | СРСР (URS) | НДР (GDR)     | Угорщина (HUN) |
| Чоловіки | СРСР (URS) | Румунія (ROU) | Польща (POL)   |

## Список медалістів
Чоловічий турнір
| Золото | Срібло | Бронза |
| СРСР (URS) Олександр Анпілогов (Грузія) Євген Чернишов (РСФСР) Анатолій Федюкин Валерій Гассій (Україна) Василь Ільїн (Росія) Михайло Іщенко (Україна) Юрій Кідяєв Юрій Клімов (Росія) Володимир Кравцов Сергій Кушнірюк (Україна) Юрій Лагутін (Україна) Володимир Максимов Олександр Резанов (Україна) Микола Томін (Україна) | Румунія (ROU) Ştefan Birtalan Adrian Cosma Cezar Drăgăniṭă Alexandru Fölker Cristian Gaţu Mircea Grabovschi Roland Gunesch Gabriel Kicsid Ghiţă Licu Nicolae Munteanu Cornel Penu Werner Stöckl Constantin Tudosie Radu Voina | Польща (POL) Zdzisław Antczak Janusz Brzozowski Piotr Cieśla Jan Gmyrek Alfred Kałuziński Jerzy Klempel Zygfryd Kuchta Jerzy Melcer Ryszard Przybysz Henryk Rozmiarek Andrzej Sokołowski Andrzej Szymczak Mieczysław Wojczak Włodzimierz Zieliński |

Жіночий турнір
| Золото | Срібло | Бронза |
| СРСР (URS) Любов Бережна (Україна) Людмила Бобрусь (Україна) Алдона Чесаітите (Литва) Тетяна Глущенко (Україна) Лариса Карлова (Україна) Марія Літошенко (Україна) Ніна Лобова (Україна) Тетяна Кочергіна (Україна) Людмила Панчук (Україна) Рафіга Шабанова (Азербайджан) Наталія Шерстюк Людмила Шубіна (Азербайждан) Зінаїда Турчина (Україна) Галина Захарова (Україна) | НДР (GDR) Gabriele Badorek Hannelore Burosch Roswitha Krause Waltraud Kretzschmar Evelyn Matz Liane Michaelis Eva Paskuy Kristina Richter Christina Rost Silvia Siefert Marion Tietz Petra Uhlig Christina Voß Hannelore Zober | Угорщина (HUN) [[Éva Angyal Mária Berzsenyi Ágota Bujdosó Klára Csíkné Zsuzsanna Kéziné Katalin Lakiné Rozália Lelkesné Márta Megyeriné Ilona Nagy Marianna Nagy Erzsébet Németh Amália Sterbinszky Borbála Tóth Harsányi Mária Vadászné |